# 날아라! 호빵맨
날아라! 호빵맨(일본어: それいけ! アンパンマン 소레이케! 안판만[*]; 가라! 앙팡맨)은 일본의 TV 방영용 애니메이션이다. 처음에 성인용 동화로 만들어졌다가 유아용 그림책으로 바뀐 뒤에 1988년 10월 애니메이션화했다. 이름과는 달리 '단팥빵' 을 캐릭터로 의인화하여 어린이들로부터 인기를 얻었으며 한국에서는 KBS 2TV의 '열려라 꿈동산' 을 통해 방영되었다가 MBC, 투니버스, 스페이스툰 등을 통해 독립방영을 하였다. 단팥빵의 얼굴과 양쪽의 붉은 볼, 엔돌핀의 빨간 의상, 갈색 망토 차림으로 하늘을 날아다니며 어려운 이들을 도와주고 불의를 참지 못하여 나쁜 짓을 하는 이들에게는 혼쭐을 내준다는 호빵맨의 이야기를 담았다. 날아라 호빵맨은 퀴니와 투니버스에서도 2005년부터 2006년까지 방영을 했는데, 대교방송에서도 2001년도에 방영을 하였다. 그리고 2009년 9월에 투니버스에서 날아라! 호빵맨 3기를 시작하여 다시 사람들에게 인기를 끌었다. 그리고 2010년 6월, 날아라! 호빵맨 3기에 이어 날아라! 호빵맨 4기를 방영하고 연속으로 5기를 방영해 투니버스에서 마침내 종영되고, 2012년 1월부터 애니맥스에서 방영중이다. 그리고 그 인기가 지속되어 드디어 2013년 2월 7일 "날아라! 호빵맨 극장판: 구하라! 코코링과 기적의 별"이 국내 개봉을 하였다. 대원방송 계열 중 애니원에서 스페셜로 2018년 2월 15일에 방영했으며, 같은 해 3월 5일부터 정식으로 방영하고 있다.

## 등장인물
성우는 일본판 성우와 MBC, 투니버스, 애니맥스, 대원방송(애니원) 한국어판 성우로 분류했다.
캐릭터명은 한국판 명칭/ 일본 원작명별로 분류.
- 호빵맨(アンパンマン)

성우: 토다 케이코 / 이향숙(MBC), 이선주(투니버스, 애니맥스, 대원방송), 강미형(대교방송)
주인공으로 하늘에서 내려진 생명의 별의 힘을 얻어 잼 아저씨가 직접 만들어 탄생하게 된 귀여운 용사로 착하고 순한 이들을 도와주는 다정한 캐릭터이다. 불의를 보면 참지 못하는 성격으로 악행을 저지르는 이를 보면 응징을 하며 굶주린 이들을 발견하면 자신의 얼굴을 떼어서 먹이기도 한다. 빨간 옷을 입고 노란 부츠, 장갑을 끼고 다니며 갈색 망토를 두르고 있다.
- 식빵맨(しょくぱんまん)

성우: 코시카와 스미 / 서문석(MBC), 최재호(투니버스, 대원방송), 엄상현(애니맥스), 손원일(대교방송)
식빵으로 만들어진 캐릭터로 호빵맨과 함께 행동을 같이하고 있다. 침착하지만 싸움을 싫어하는 편이나 불의 앞에서는 호빵맨과 함께 응징을 하기도 한다. 평소에 식빵 배달일을 하고 다니며, 하얀 옷과 망토, 빨간 장갑, 부츠를 끼고 다닌다.
- 카레빵맨(カレーパンマン)

성우: 야니기사와 미치요 / 이선주(MBC, 대교방송), 한채언(투니버스), 조현정(애니맥스), 김도영(대원방송), 이영주(대교방송)
둥근 모양의 카레빵으로 만들어진 캐릭터로 속에는 뜨겁고 매운 카레가 들어있다. 카레를 뿜으며 공격을 하지만 카레가 소진되면 힘이 없어지게 된다는 약점이 있다. 싸움을 좋아하고 성질이 급한 편이지만 불의 앞에서는 호빵맨,식빵맨 못지않게 이들과 함께 악을 물리친다. 카레를 상징하는 노란옷을 입고 장갑, 망토, 부츠를 착용하고 다닌다.
- 잼 아저씨(ジャムおじさん)

성우: 마스오카 히로시 / 故 황원(MBC, 투니버스, 애니맥스, 대원방송), 조동희(대교방송), 유해무(대원방송)
호빵맨을 탄생시킨 제빵기술자이자 요리사. 제빵기술에 능한 편이며 하늘에서 내려진 별빛의 힘을 받아 호빵맨, 카레빵맨, 메론빵소녀, 롤빵소녀를 탄생시키는데 기여하기도 했다. 다정다감하고 온화한 편이며 지식에도 능한 편이다.
- 버터 누나(バタコさん)

성우: 사쿠마 레이 / 이선(MBC, 대교방송), 이자명(투니버스, 애니맥스), 송하림(대원방송)
잼 아저씨의 소녀 조수로 잼아저씨와 함께 제빵 기술을 익히고 있으며 마음씨가 곱고 다정한 성격이다. 잼아저씨처럼 기본적으로 항상 요리모자를 쓰고 있지만 말과 행동에 따라서 약간 다를 때도 있다. 버터누나라는 이름은 버터에서 유래되었다. 호빵맨이 위기에 처할 때마다 잼 아저씨와 함께 돕곤 한다. 바느질과 제빵에 능통하며 호빵맨을 포함한 빵전사들의 망토를 만든다. 빵전사들의 망토가 찢어졌을 땐 망토를 고쳐 준다. 생일은 4월 3일이다. 가정적인 성격의 누나이며 청소나 빨래하는 것도 좋아한다. 좋아하는 음식은 솜사탕.
- 치즈(チーズ)

성우: 야마데라 코이치 / 차명화(MBC), 이용신(투니버스) & 박리나(투니버스 [3기부터]), 서유리(애니맥스), 김보나(대원방송), ???(대교방송)
잼 아저씨의 애완견으로 원래는 이름없는 떠돌이 강아지였으나 호빵맨에 의해 발견되어 잼 아저씨네 애완견으로 길러지게 되었다. '치즈'라는 이름은 버터누나가 지었다.
- 세균맨(バイキンマン)

성우: 타케오 토모하루 / 김준(MBC), 김정호(투니버스[1~2기], 대원방송), 김기흥(투니버스[3기부터], 애니맥스), 故 최병상(대교방송)
세균별에서 파견된 캐릭터로 세상을 오염시키고 파괴하려는 악당. 자신을 방해하는 호빵맨을 없애기 위해 백방으로 노력하나 오히려 호빵맨에게 당하기만 한다. 호빵맨을 없애기 위해 여러 발명품을 만들어내나 이 역시 호빵맨 때문에 실패하기도 한다. 세상을 세균으로 물들이고 오염시키기 위해 악한 짓을 일삼으려 하지만 호빵맨의 방해로 실패하는 경우가 많다.
- 짤랑이(ドキンちゃん)

성우: 故 츠루 히로미 / 차명화(MBC), 김선혜(투니버스), 김현지(애니맥스), 장미(대원방송), 이진화(대교방송)
세균맨과 함께 세균별에서 파견된 특사. 천방지축에 말썽이 잦으며 식빵맨에 대해 호감을 갖고있어 식빵맨을 보고 '식빵맨 님' 이라 부르기도 한다. 자신을 세상에서 가장 예쁘다고 자찬하기도 한다. 세균맨과 같이 행동하는 때도 있지만 실패하면 세균맨을 미워하기도 한다.
- 메론빵소녀(メロンパンナちゃん)

성우: 카나이 미카 / 홍영란(MBC), 정유미(투니버스), 배주영(애니맥스), 강은애(대원방송)
호빵맨과 롤빵소녀의 여동생. 200화에서 처음으로 등장하는 최초의 여자 빵 캐릭터. 잼아저씨가 별똥별을 보고 모두가 행복하게 살아가는 데에는 용기만큼이나 다정함이 필요하다고 생각한 계기로 만들어졌다. 이마와 옷에는 알파벳 M이 표시되어 있다. 녹색 옷을 입고 연두색 망토를 두르고 있으며 연두색 장갑을 끼고 발에는 연두색 부츠를 신었다. 얼굴에서 나오는 멜론쥬스는 흑화한 롤빵소녀의 착한 마음을 되찾는 효과가 있을 뿐더러 세균이나 곰팡이, 나쁜 마음을 정화하는 힘이 있다.
- 롤빵소녀(ロールパンナちゃん)

성우: 토미나가 미나 / 성유진(MBC), 한신정 & 김새해(투니버스), 서유리(애니맥스), 김도영(대원방송)
호빵맨의 여자친구이자 메론빵소녀의 언니로 잼 아저씨가 만든 빵전사. 자제력이 있고 정의롭고 따뜻한 성격이지만, 세균맨이 세균꽃즙을 넣었기 때문에 정의의 마음과 악의 마음이 동시에 생겼다. 옷에는 두 개의 하트가 표시되어 있는데 빨간 하트는 정의의 마음이고 파란 하트는 악의 마음이다. 얼굴이 롤빵으로 되어 있다. 남색 옷을 입고 얼굴에 두르고 있는 천과 같은 흰색 장갑을 끼고 발에는 흰색 부츠를 신었다. 항상 리본을 가지고 다닌다. 멜론빵소녀의 목소리를 들으면 흑화한 상태라도 곧 마음이 움직여 착한 마음이 돌아온다. 세균꽃즙 때문에 기본적으로 잼아저씨 빵공장에 있지 않고 흑화해서 어둠 속 계곡과 높은 바위산이 곳곳에 있는 땅에 있는 경우가 많다. 파란 하트가 빛나 흑화하여 블랙 롤빵이 되면 멜론빵소녀나 다른 인물들에게 해를 끼치기 때문에 빵공장에서는 지내지 않고 황무지에서 지낸다.
- 크림판다(クリームパンダ)

성우: 나가사와 미키 / 김영은(투니버스), 김필진(애니맥스), 이다은(대원방송)
카스타드 국에서 잼 아저씨가 불러온 크림빵 남자 아이로 얼굴이 크림빵처럼 되어있다. 아직 나는 것에 익숙하지 않아 망토가 찢어지는 게 대다수이지만 점점 익숙해진다. 호빵맨을 동경하고 있으며 이름을 그냥 '판다'라고 불리는 것을 싫어한다. 노란 옷을 입고 있고, 다홍색 망토를 두르고 있으며 노란 부츠, 장갑을 끼고 있다. 필살기는 묵찌빠펀치다.
- 딸랑이(コキンちゃん)

성우: 히라노 야야 / 김보나(대원방송), 임은정(극장판)
짤랑이의 여동생. 세균별에서 먼 친척 마냥 가끔씩 찾아온다. 완전히 악한 마음을 가지고 있지 않아 세균맨 일당, 호빵맨 일당끼리 두루 사이좋게 지내는 편이다. 다만 제멋대로인 성격과 식빵맨을 좋아하는 것은 언니인 짤랑이를 닮았다.  누군가 무엇을 거절하거나 속상하게 했을 때 거짓울음을 시도하며 이 눈물에 닿으면 강제로 펑펑 울게 된다. 그치만 이 눈물이 오염된 꽃밭, 호수 등 자연을 정화시키는 기능도 있다. 평소에 파란 UFO를 타고 다닌다.
- 베이비맨(あかちゃんまん)

성우: 치하 라에리코 / 성유진(MBC), 여민정(투니버스), 조현정(애니맥스) 김도영(대원방송)
곰 모양 두건을 쓰고 분홍 망토를 입고 날아다니는 아기 캐릭터로 어린 아기임에도 불구하고 겁이 없으며 힘도 세다. 아직 아기인지라 배가 고프거나 졸리면 힘이 빠지기도 하지만, 우유를 먹으면 다시 기운을 낼 수 있다. 언제나 다정하고 친절하며 호빵맨의 든든한 친구이다. 참고로 '베이비맨이'라는 캐릭터는 야나세 타가시의 또 다른 작품에 주인공으로 나온 적이 있다.
- 해골맨(?)

성우: 야오 카즈키 / 전태열(MBC), 박만영(투니버스), 이호산(투니버스판), 엄상현(애니맥스,대교방송), 김진홍(대원방송)
원래 동굴에 살았다. 짤랑이와 같이 있게 해주는 대신 설거지나 빨래,청소와 같은 집안일하라는 조건을 받고 세균성의 가정부를 심고 있다. 세균맨은 이를 원지 않았으나 짤랑이의 억지로 계속 있게 됐다. 그로 인해 우선은 세균맨 측의 인물. 극장판에선 셋이서 꼭 나온다. 등장 초반에는 악행을 많이 저지르기도 했으나, 최근 방영분에서는 선행을 하기도 한다. 그러나 전술했듯 특별한 에피소드나 극장판 에서는 세균맨 편이다.
- 프랑켄로봇(?)

성우: KARAKO / 강은애((MBC,투니버스,투니버스판,대교방송,대원방송), 김현지(애니맥스)
한때 세균맨이 만든 꼬마 로봇으로 마음씨가 순수하다. 자신을 만들어준 세균맨을 아빠라고 여겨서 악당 세균맨도 악행을 멈추고 프랑켄로봇에건 꼼짝 못 한다. 그 이유는 몸에서 전류가 흐르기 때문에... 딸랑이와 마찬가지로 호빵맨과 비롯한 친구들과 사이좋게 지내는 편이다. 현재는 등대맨이랑 살고있다.

## 각 화별 제목
호빵맨 시리즈는 주로 제목이 호빵맨과 ??맨으로 이루어져 있다.
1. 호빵맨의 탄생(アンパンマン誕生)
2. 호빵맨과 세균맨(アンパンマンとばいきんまん)/호빵맨과 카레빵맨(アンパンマンとカレーパンマン)
3. 호빵맨과 양치맨(アンパンマンとはみがきまん)/호빵맨과 식빵맨(アンパンマンとしょくぱんまん)
4. 호빵맨과 낙서쟁이(アンパンマンとらくがきこぞう)/호빵맨과 주먹밥맨(アンパンマンとおむすびまん)
5. 호빵맨과 불똥이(アンパンマンとひのたまこぞう)/호빵맨과 라면천사(アンパンマンとらーめんてんし)
6. 호빵맨과 문이빵맨(アンパンマンとたこやきまん)/호빵맨과 아기 밀크(アンパンマンとみるくぼうや)
7. 호빵맨과 고기만두맨(アンパンマンとぶたまんまん)/호빵맨과 바람꽁꽁(アンパンマンとかぜこんこん)
8. 호빵맨과 혹부리맨(アンパンマンとたんこぶまん)/호빵맨과 단팥몬(アンパンマンとかいじゅうアンコラ)
9. 호빵맨과 가짜호빵맨(アンパンマンとそっくりぱん)/호빵맨과 반짝이(アンパンマンとかみなりピカタン)
10. 호빵맨과 나무블록 성(アンパンマンとつみきの城)/호빵맨과 포트(アンパンマンとポットちゃん)
11. 호빵맨과 엄마손은 약손 버섯(アンパンマンとイタイノトンデケダケ)/호빵맨과 지지배배숲(アンパンマンとぴいちくもり)
12. 사라진 산타클로스(消えたサンタクロース)
13. 호빵맨과 짤랑이(アンパンマンとドキンちゃん)/호빵맨과 애플(アンパンマンとリンゴちゃん)
14. 호빵맨과 투명맨(アンパンマンとみえないまん)/호빵맨과 이상해 씨(アンパンマンとナンカヘンダー)
15. 호빵맨과 호수공주(アンパンマンとみずうみひめ)/호빵맨과 질퍽맨(アンパンマンとへどろまん)
16. 호빵맨과 우당탕(アンパンマンとだだんだん)/호빵맨과 빵도둑(アンパンマンとぱんどろぼう)
17. 호빵맨과 바다의 악마(アンパンマンとうみのあくま)/돌아온 주먹밥맨(かえってきたおむすびまん)
18. 호빵맨, 마녀의 나라로(アンパンマンまじょのくにへ)/호빵맨과 주전자맨(アンパンマンとやかんまん)
19. 호빵맨과 두지(アンパンマンともぐりん)
20. 호빵맨과 귀신의 숲(アンパンマンとおばけのもり)/호빵맨과 달팽이괴물(アンパンマンとなめくじら)
21. 호빵맨과 세균로봇(アンパンマンとバイキンロボット)/호빵맨과 청소맨(アンパンマンとおそうじまん)
22. 호빵맨과 따꼼이(アンパンマンとちくりん)/호빵맨과 길 잃은 외계인(アンパンマンとまいごのうちゅうじん)
23. 호빵맨과 하품새(アンパンマンとあくびどり)/호빵맨과 아이스크림맨(アンパンマンとソフトクリームマン)
24. 호빵맨과 아기 코끼리 점보(アンパンマンとこぞうのジャンボ)/호빵맨과 곰팡이 룰루(アンパンマンとかびるんるん)
25. 호빵맨과 펑펑섬(アンパンマンとぽんぽんじま)/버터 누나의 생일(バタコさんのたんじょうび)
26. 호빵맨과 세균도사(アンパンマンとバイキンせんにん)/호빵맨과 새우튀김덮밥엄마(アンパンマンとてんどん母さん)
27. 호빵맨과 과자의 나라(アンパンマンとおかしのくに)/호빵맨과 베이비맨(アンパンマンとあかちゃんまん)
28. 호빵맨과 잉어호(アンパンマンとタイヤキごう)/호빵맨과 미꾸라지 아저씨(アンパンマンとどじょうおじさん)
29. 호빵맨과 자판기맨(アンパンマンとスグダスマン)/호빵맨과 크림빵맨(アンパンマンとクリームパンマン)
30. 호빵맨과 마법의 램프(アンパンマンとまほうのランプ)/호빵맨과 햄버거맨(アンパンマンとハンバーガーキッド)
31. 호빵맨과 핫도그(アンパンマンとホットドッグ)/호빵맨과 때투성이맨(アンパンマンとふけつまん)
32. 호빵맨과 Mr.펑(アンパンマンとまじゅつしドロンガ)/호빵맨과 카렌의 숲(アンパンマンとカレンのもり)
33. 호빵맨과 피라미드의 저주(アンパンマンとピラミッドののろい)/호빵맨과 샌드위치맨(アンパンマンとサンドイッチマン)
34. 호빵맨과 타탄(アンパンマンとタータン)
35. 호빵맨과 도도새의 섬(アンパンマンとドドのしま)/호빵맨과 메기맨(アンパンマンとナマズマン)
36. 호빵맨과 퍼즐새(アンパンマンとパズルどり)/호빵맨과 페퍼경감(アンパンマンとペッパーけいぶ)
37. 호빵맨과 고래돌이(アンパンマンとくじらのクータン)/호빵맨과 정체불명의 블랙(アンパンマンとなぞのブラック)
38. 돌아온 베이비맨(かえってきたあかちゃんまん)/호빵맨과 초승달맨(アンパンマンとみかづきまん)
39. 호빵맨과 세균댄스(アンパンマンとバイキンおんど)/호빵맨과 용기의 꽃(アンパンマンとゆうきのはな)
40. 호빵맨과 덮밥트리오(アンパンマンとどんぶりまんトリオ)
41. 호빵맨과 수상한 해골맨(アンパンマンとかいじんドクロマン)/호빵맨과 짤랑이의 꿈(アンパンマンとドキンちゃんのゆめ)
42. 호빵맨과 구름뭉게(アンパンマンと雲のもくちゃん)/호빵맨과 불꽃놀이맨(アンパンマンとはなびまん)
43. 호빵맨과 무지개나라(アンパンマンとにじのくに)/호빵맨과 요괴소년(アンパンマンとおばけぼうや)
44. 호빵맨과 카레축제(アンパンマンとカレーまつり)
45. 호빵맨과 모래사나이(アンパンマンとすなおとこ)/호빵맨과 두더지봉봉(アンパンマンとモグラドン)
46. 호빵맨과 롤초밥(アンパンマンと鉄火のマキちゃん)/호빵맨과 도넛맨(アンパンマンとドーナツマン)
47. 호빵맨과 마마사우르스(アンパンマンとママザウルス)/호빵맨과 흑설공주(アンパンマンとくろゆきひめ)
48. 호빵맨과 고양이 나라(アンパンマンとねこのくに)/호빵맨과 하늘을 나는 목마(アンパンマンととぶ木馬)
49. 호빵맨과 소시지 쇼(アンパンマンとソーセージショー)/호빵맨과 작은 바이올린(アンパンマンとちいさなバイオリン)
50. 호빵맨과 고물찹찹(アンパンマンとゴミラ)
51. 호빵맨과 거꾸로섬(アンパンマンとサカサマ島)/호빵맨과 버섯순이(アンパンマンときのこちゃん)
52. 호빵맨과 해마아저씨(アンパンマンとセイウチおじさん)/호빵맨과 방울 계곡(アンパンマンとコロリン谷)
53. 호빵맨과 돌고래의 별(アンパンマンとイルカの星)/호빵맨과 개미총잡이(アンパンマンとアリンコキッド)
54. 호빵맨과 돈키가리비(アンパンマンとドン・キ・ホタテ)/호빵맨과 애벌레 벌레둥이(アンパンマンと毛虫のケムタン)
55. 호빵맨과 청포도공주(アンパンマンとマスカット姫)/호빵맨과 양파도깨비(アンパンマンとオニオン鬼)
56. 호빵맨과 집을 잃은 소라들(アンパンマンとまいごのマイマイ)

## 방송국
- 금요일 오전에(2016년 4월 1일 이후)는 전 프로그램 <PON!>과 마찬가지로 전편 로컬 세일즈 범위이기 때문에 동시 인터넷 하고 있는 방송국은 2021년 11월 현재 존재하지 않는다(과거에는 극히 일부의 방송국이 동시 인터넷 하고 있던 시기도 있다).이 때문에 다른 인터넷 방송사들은 주말 이른 아침이나 평일 오전대에 늦게 방송하고 있다.

- 과거 1시간짜리 특별방송으로 방영됐던 극장판이나 크리스마스 시즌에 대해서도 편성상 1시간짜리 정원을 확보하지 못해 2주에 분할하거나 아예 방송을 하지 않는 인터넷 방송사도 있었다.그 후, 통상 30분간이 되어도, 편성의 사정으로 방송하지 않는 방송국도 있다.

- 2000년대 말부터 인터넷을 중단했던 계열사에서도 순차적으로 방송이 재개되어 2009년 10월 5일부터의 난카이방송, 2010년 4월 4일부터의 야마구치방송, 2011년 4월 3일부터의 시코쿠방송과 동년 10월 2일부터의 TV 이와테의 방송 재개에 의해 니혼TV 계열 전 국에서 방송되게 되었다.

- 제작국에서는 특집방송 등에 의한 방송 일시 변경·방송 시간 변경은 원칙적으로 실시되지 않지만, 연말 연시 등에 있어서는 휴방이 발생하는 경우가 있다. 이것에 맞추는 형태로 제작국이 방송 휴지인 경우, 일부 넷국(삿포로 TV 등)에서는 해당 주는 과거의 에피소드의 재방송을 보충해 방송한다. 또 계절감이 있는 에피소드는 방송 순서를 바꾼다.

- 야나세의 출신지로 가미시립 야나기 기념관이 있는 고치현의 고치방송에서도 인터넷 개시 당초는 1년분이나 늦게 방송하고 있어, 작자 스스로가 스폰서가 되어 간신히 방송된 적이 있다. 중지되었던 일이 있었다.

## 뉴스속보 대응
2001년도 - 2015년도는 저녁 뉴스 개시 시각 등 프로그램 편성이 월요일 - 목요일과 다를 수 있었다.
니혼TV에서 방송 중단이 되는 사례는 저녁 시대에서는 과거에는 요미우리 개막전이 홈인 경우의 중계에 따른 특별편성이 되는 경우가 있었지만, 후에 연말연시나 8월 제1주의 전일본 소년 축구 대회 및 매년 9월 2일의 복권의 날이 금요일에 해당하는 경우(2011년은 방송 없음)의 각 특별 프로그램이 방송되는 날 등으로, 그 외에는 보도 특별 프로그램이 편성되지 않는 한, 그 외는 보도 특별 편성되지 않았다.
지금까지 중지된 사례
- 1995년 4월 24일: 옴진리교의 무라이 히데오 척살 사건에 의한 긴급편성. 이날 방송 예정이었던 327회는 다음 주 5월 1일로 연기되었다.
- 2001년 9월 : 당시 요미우리 감독 나가시마 시게오의 사퇴 관련.
- 2007년 : 아이치 나가쿠테정립 농성 발포 사건
- 2011년 3월 11일·3월 18일:도호쿠 지방 태평양 해역 지진(동일본 대지진)이 발생하여 3월 11일에 방송 예정이었던 제1073회는 2주 연기되어 3월 25일에 방송되었다.

또, 휴방이 되지 않아도 신작을 방송하지 않는 경우도 있어, 2020년 5월 8일부터 7월 30일은 전술한 대로 신형 코로나 바이러스 감염증에 의한 영향으로 과거에 방송된 회의 재방송이 되어, 이후에도 부정기적으로 재방송이 끼이는 일이 발생한적 있다. 예를 들어 2021년 8월 6일 방송분은 2019년 5월 24일 방송분이 재방송되었다.(단, 그러한 경우에도 프로그램상에서는 '재방송'으로 표기되지 않는다.)